# 魏尔 (德国)
魏尔是德国莱茵兰-普法尔茨州的一个市镇。总面积6.00平方公里，总人口481人，其中男性236人，女性245人（2011年12月31日），人口密度80人/平方公里。